# 94. zračnoobrambna artilerijska brigada (ZDA)
94. zračnoobrambna artilerijska brigada (izvirno angleško 94th Air Defense Artillery Brigade) je bila zračnoobrambna artilerijska brigada Kopenske vojske Združenih držav Amerike.

## Odlikovanja
- Predsedniška omemba enote